# François Perlier
François Perlier, né en 1980, est un documentariste français.

## Biographie

### Enfance et formation[1]
Fils d'enseignants, il est issu d'une famille d'artisans ruraux par sa mère et d'ouvriers par son père. Il a grandi dans un univers de la gauche française politisée et syndiquée.
Il fait des études supérieures en géographie humaine qui l'amènent à s’intéresser plus particulièrement aux questions de migrations, puis sa passion pour le cinéma et son goût pour la sociologie l'orientent vers la réalisation documentaire.

## Carrière
Il assure la coordination du Festival Filmer International le travail de 2009 à 2012 et participe à de nombreux projets associatifs autour du documentaire et de la radio. Depuis 2012 il a réalisé plusieurs films documentaires indépendants ou pour la télévision.

## Filmographie
- 2012 : Voukoum
- 2015 : Le cri du milan noir
- 2017 : Camille Senon, la dame du pays rouge
- 2018 : Le Goût des jours heureux
- 2020 : Le souffle de Martha
- 2022 : La vie recommencée[3]
- 2023[4] : Les âmes bossales

## Distinctions

### Sélection
- 2024 : 26e cérémonie du festival international du film de Thessalonique pour Les âmes bossales

### Récompenses
- 2012 :
  - Prix SACEM du meilleur film documentaire musical pour Voukoum[5]
  - Prix du meilleur film documentaire pour Voukoum
  - Prix ACSE de la Diversité / Festival Traces de Vie pour Voukoum
- 2018 : Concours France Télévisions "Filme ton quartier !" pour Le Goût des jours heureux[6]